# Dischweflige Säure
Dischweflige Säure oder Pyroschweflige Säure ist eine Oxosäure des Schwefels. Die Summenformel der Verbindung lautet H2S2O5. Bisher konnte die Säure nicht in freier Form isoliert werden, sie ist nur in Form ihrer Salze beständig. Unter Disulfiten werden die Salze dieser Säure verstanden.
Im Gegensatz zur Dischwefelsäure sind die beiden Schwefelatome in Dischwefliger Säure direkt miteinander verbunden. Diese Bindung ist deutlich länger als eine reguläre Schwefel-Schwefel-Einfachbindung, wodurch sich die Instabilität der Disulfite erklären lässt.